# Valentín Redín Flamarique
Valentín Redín Flamarique (Pamplona, 24 de enero de 1944 - 18 de enero de 2010) fue un actor, dramaturgo y director de teatro español, afincado en Navarra además de «jefe de Protocolo del Ayuntamiento de Pamplona y gestor y animador cultural» como funcionario de carrera.

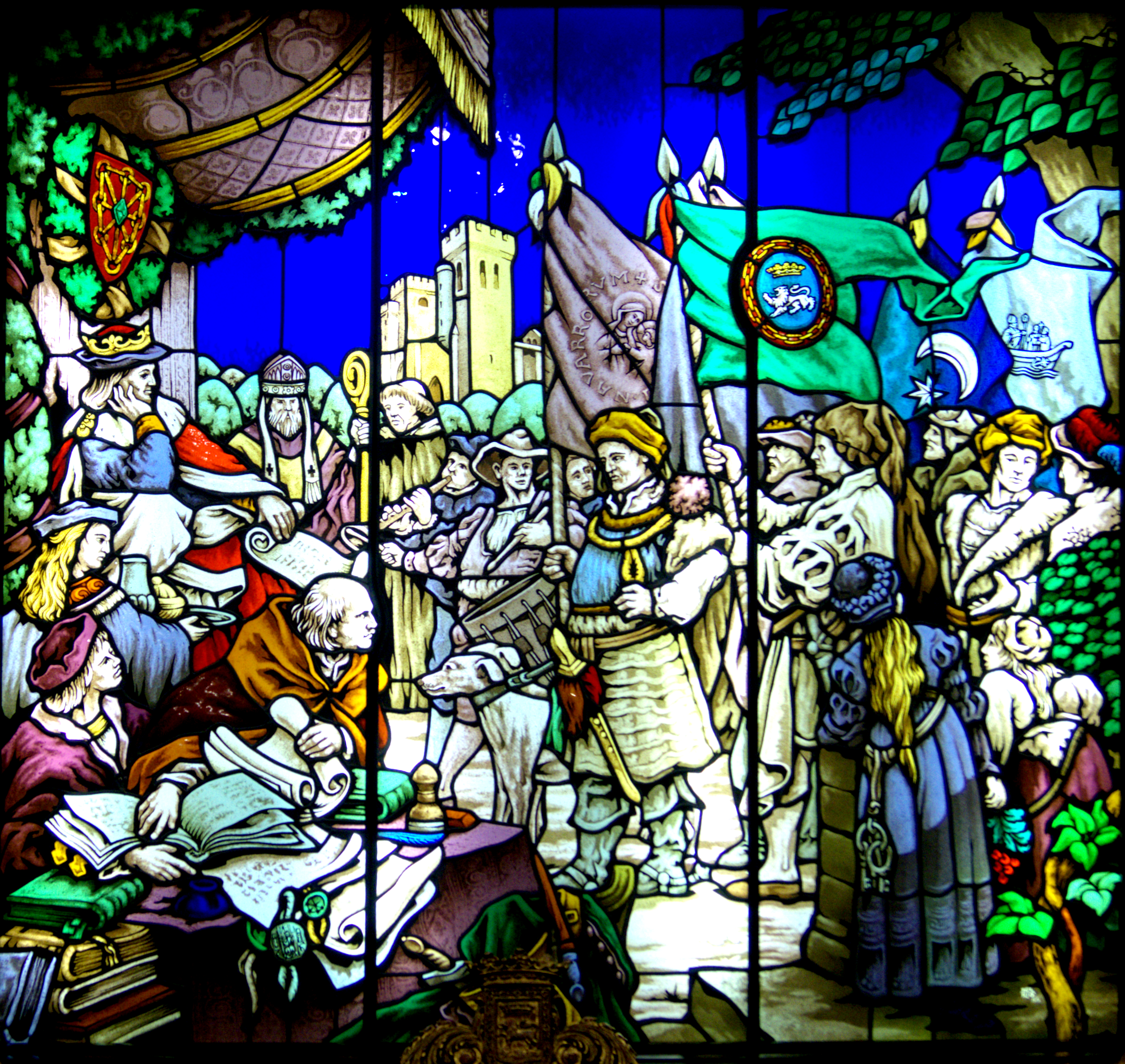
Privilegio de la Unión. Vidriera presidiendo el Salón de Plenos municipal de Pamplona, obra de Javier del Río (1995) Dos de los personajes intervinientes en la escena toman el rostro de sendos funcionarios municipales contemporáneos: Jesús Lorda Yoldi, secretario municipal entre 1990-2001 (escribiente) y Valentín Redín Flamarique, jefe de Protocolo (abanderado).

## Biografía
Comenzó su carrera teatral a finales de los 50, de la mano de la Institución Cunas, que durante las fiestas de Navidad organizaba en el Teatro Gayarre de Pamplona montajes basados en cuentos infantiles, debutando con El Príncipe Valiente.
En 1970, fundó, (con dinero de la Caja Ahorros Municipal de Pamplona), la compañía teatral navarra El Lebrel Blanco, considerada, en Navarra, como una de las que ha tenido mayor relevancia fuera de la Comunidad Foral hasta la fecha y que reunión a los que hoy son referencia obliga en el teatro navarro.
Tras montar algunas obras infantiles, en 1973, el grupo estrenó Yerma. A partir de este momento y en estrecho contacto con Patxi Larrainzar realizó montajes de obras tanto de autor como propias, entre otras, El retablo del flautista (1974), de Jordi Teixidor, se representó 22 veces consecutivas, y en 1975 estrenó Navarra, sola o con leche (1977), de Patxi Larrainzar, que se ha representado más de 125 veces. En 1976, estrenó 1789 o la ciudad revolucionaria es de este mundo, que fue calificada por el diario El País como el mejor espectáculo del año.
Después llegaron otros títulos como "Carlismo y música celestial", Premio del Festival Internacional de Sitges, Los cuernos de don Friolera o "Pampilonia Circus". En 1992, el Gobierno de Navarra le pagó un montaje para su pabellón en la Expo de Sevilla. Coordinó Ama Lur, propuesta de teatro danza y música, "inspirada" en el film Ama Lur de Néstor Basterretxea y Fernando Larruquertque, reunió a más de 200 personas sobre las tablas.
A partir de ese mismo año, y hasta 1994, con fondos de la Alcaldía de Pamplona, coordinó producciones municipales como Don Juan Tenorio, La Celestina o La ópera de cuatro cuartos, reuniendo, de nuevo, a actores con los que compartió los años de El Lebrel Blanco así como la participación como actores de concejales del propio Ayuntamiento de Pamplona, que habían hecho teatro aficionado.
En 1994 creó y dirigió la Compañía Titular del Teatro Gayarre de Pamplona, con la que, nuevamente, cosechó grandes éxitos como Celos en el aire, La Ratonera, Peribáñez y el comendador de Ocaña o Crimen perfecto. Posteriormente, dirigió otras obras como Shakespeare en las puertas del aliento y El gran teatro del mundo, además de colaborar con distintos grupos navarros como Zarrapastra.
En 2004 estrenó Yo, Leonor, con la que María Luisa Merlo fue candidata a un Premio Max, y en 2006 estrenó dos montajes, Luz de Ensayo, de El Lebrel Blanco Producciones, y El divino impaciente, con motivo del año javeriano. Ese mismo año, debido a problemas de salud (que finalmente motivaron su fallecimiento en 2010), se retiró de la escena activa.

### Funcionario de carrera
Aparte de en su actividad teatral, también cobraba como funcionario de carrera y de protocolo del Ayuntamiento de Pamplona desde los años 80. 
Hasta 1983 fue Jefe del Servicio de Actividades Culturales de la Institución Príncipe de Viana bajo cuya jefatura se crearon los Festivales de Olite en 1981. Como recoge la Gran enciclopedia de Navarra, fueron «programados en dicha ciudad navarra a lo largo del mes de agosto. Para ello, se acondicionó en la trasera del palacio un escenario y gradas desmontables con capacidad para 2.000 personas sentadas al aire libre. En el interior, anexos al escenario, se instalaron los camerinos. Estos primeros Festivales, que ya atrajeron a más de 40.000 personas de Navarra y de otras provincias del Estado, pretendían, según se podía leer en el programa de actividades, “servir de muestra, de panorámica, de lo que en el mundo de la gran cultura se hace hoy”. Esta primera edición contó con la presencia, entre otros, del “Ballet Théatre Compagnie Joseph Rusillo” de París, la banda de jazz “Kai Winding Quartet”, el Ballet Folklórico Nacional de Checoslovaquia “Lucnica”, la compañía de Nuria Espert, el Orfeón Pamplonés, y los conjuntos pop-rock “Alaska y los Pegamoides” y Sleepy la Beef.»  Dos años más tarde serían llamados Festivales de Navarra.
En 1995, compatibilizando con su labor anterior, añadió a su salario el de Director del Área de Asuntos Culturales. Entre 1999, ocupó el puesto de Jefe de Gabinete del Presidente del Parlamento de Navarra, cuando ocupó dicho cargo el socialista José Luis Castejón. En 2003 regresó al Ayuntamiento de Pamplona, jublándose en el año 2006.

## Legado
En 2023 su esposa, Chon Marcotegui, donaba al Archivo Real y General de Navarra «un importante fondo documental» que era una muestra «de la actividad de Valentín Redín como director teatral (ámbito en el que destacó especialmente), actor y dramaturgo» incluyendo algunas de sus propias creaciones y adaptaciones. El fondo, que incorpora «un número significativo de grabaciones audiovisuales y fotografías, correspondientes a las representaciones en las que participó, y una colección de fotografías de principios del siglo XX de diversos montajes teatrales, cabalgatas en Pamplona e imágenes relacionadas con la Institución Cunas.» El fondo forma parte del programa de Archivo de la Música y de las Artes Escénicas.